# 楊嗣漢
楊嗣漢（?—?），江西安福人，清朝政治人物。
康熙32年（1693年），擔任清朝遵义府婺川縣知縣。后由董廷榮接任。